# Arteria carotide comune
Le arterie carotidi comuni destra e sinistra sono vasi sanguigni destinati ad irrorare la testa e il collo; esse si dividono nel distretto cervicale per formare per ogni lato del corpo l'arteria carotide interna e l'arteria carotide esterna.
Nella regione del collo entra a far parte del fascio vascolo-nervoso del collo che la contiene insieme con la vena giugulare interna e il nervo vago. Essa arriva fino al margine superiore della cartilagine tiroidea della laringe, dove si divide nei suoi due rami terminali: l'arteria carotide interna e l'arteria carotide esterna. La carotide interna si trova lateralmente e quella esterna si trova medialmente, ma poi la carotide interna curva medialmente e indietro per puntare verso la base cranica ed entrare all'interno del cranio, mentre quella esterna resterà all'esterno del cranio e provvederà all'irrorazione della faccia.

## Anatomia
Le carotidi originano dall'arco aortico in maniera asimmetrica nei due lati; infatti, quella di sinistra origina direttamente dall'arco aortico, mentre quella di destra origina dalla divisione del tronco brachio-cefalico e da questi punti esse prendono il nome di arteria carotide comune.
Questi vasi si dividono nelle arterie carotidi esterne ed interne al bordo superiore della cartilagine tiroidea, a livello della quarta vertebra cervicale.
L'arteria carotide comune sinistra è divisa in due parti: una parte toracica (torace) e una parte cervicale (collo). La carotide comune destra ha origine nel o in prossimità del collo e contiene solo una piccola porzione toracica. Ci sono studi nella letteratura sulla bioingegneria che hanno cercato di caratterizzare la struttura geometrica dell'arteria carotide comune sia dal punto di vista qualitativo che matematico (quantitativo).

### Nel torace
Solo l'arteria carotide comune sinistra ha una presenza sostanziale nel torace. Ha origine direttamente dall'arco aortico e attraversa il mediastino superiore verso l'alto fino al livello dell'articolazione sterno-clavicolare sinistra.
Durante la parte toracica del suo decorso, l'arteria carotide comune sinistra è correlata alle seguenti strutture: di fronte, è separata dal manubrio dello sterno dai muscoli sternali e sterno-tiroidei, le parti anteriori della pleura sinistra e del polmone, il vena brachiocefalica sinistra e resti del timo; dietro, si trova sulla trachea, sull'esofago, sul nervo laringeo ricorrente sinistro e sul dotto toracico.
Alla sua destra in basso si trova il tronco brachiocefalico e, in alto, la trachea, le vene inferiori della tiroide e i resti del timo; alla sua sinistra sono il vago sinistro e i nervi frenici, la pleura sinistra e il polmone. L'arteria succlavia sinistra è posteriore e leggermente laterale ad essa.

### Nel collo
Le porzioni cervicali delle carotidi comuni si assomigliano così tanto che una descrizione si applica a entrambe.
Nella parte inferiore del collo l'arteria carotide comune decorre molto profondamente, essendo coperta da tegumento, fascia superficiale, muscolo platisma, fascia cervicale profonda, muscolo sternocleidomastoideo, sternoideo, sterno-tiroideo e omooide; nella parte superiore del suo corso è più superficiale, essendo coperto solo dal tegumento, dalla fascia superficiale, dal platisma, dalla fascia cervicale profonda e dal margine mediale dello sternocleidomastoideo.
Ogni carotide comune passa obliquamente verso l'alto, da dietro l'articolazione sterno-clavicolare al livello del bordo superiore della cartilagine tiroidea, dove si divide.
Nella parte inferiore del collo le due arterie carotidi comuni sono separate l'una dall'altra da uno spazio molto stretto che contiene la trachea; ma nella parte superiore, le due arterie sono separate dalla ghiandola tiroidea, dalla laringe e dalla faringe.
L'arteria carotide comune è contenuta in una guaina nota come guaina carotidea, che deriva dalla fascia cervicale profonda e racchiude anche la vena giugulare interna e il nervo vago, la vena che giace lateralmente all'arteria e il nervo tra l'arteria e la vena, su un piano posteriore ad entrambi. All'apertura della guaina, ciascuna di queste tre strutture ha una copertura fibrosa separata.
A circa il livello della quarta vertebra cervicale, l'arteria carotide comune si biforca in un'arteria carotide interna (ICA) e un'arteria carotide esterna (ECA). Mentre entrambi i rami viaggiano verso l'alto, la carotide interna prende un percorso più profondo (più interno), viaggiando infine verso il cranio per rifornire il cervello. L'arteria carotide esterna decorre più vicino alla superficie e emette numerosi rami che irrorano il collo e il viso.
Quando il muscolo sternocleidomastoideo viene tirato indietro, si nota come l'arteria è contenuta in uno spazio triangolare noto come triangolo carotideo. Questo spazio è delimitato dallo sternocleidomastoideo, superiormente dal muscolo stiloiloideo e il ventre posteriore del muscolo digastrico, e in basso dal ventre superiore dell'omo-ioideo.
Anteriormente la carotide comune incrocia il tendine intermedio e in certi casi dal ventre superiore del muscolo omoioideo sulla cartilagine cricoidea. L'arteria, al disotto del muscolo omoioideo è ricoperta dalla fascia cervicale (superficiale e media) e dal muscolo platisma. Oltre che con il vago, tale arteria ha anche rapporti con il nervo ipoglosso.
Parte dell'arteria è attraversata obliquamente, nel suo lato mediale e laterale, dal ramo sternocleidomastoideo dell'arteria tiroidea superiore; è inoltre attraversata dalle vene tiroidee superiori e medie (che terminano nella vena giugulare interna); discendente di fronte alla sua guaina si trova il ramo discendente del nervo ipoglosso, questo filamento essendo unito da uno o due rami dai nervi cervicali, che attraversano obliquamente il vaso.
A volte il ramo discendente del nervo ipoglosso è contenuto nella guaina. La vena tiroidea superiore attraversa l'arteria vicino alla sua terminazione e la vena tiroidea media leggermente al di sotto del livello della cartilagine cricoidea; la vena giugulare anteriore attraversa l'arteria appena sopra la clavicola, ma è separata dalla clavicola dal muscolo sternoideoide e dallo sterno-tiroideo.
Posteriormente,tramite la fascia cervicale profonda, l'arteria è separata dai processi trasversali delle vertebre cervicali dai muscoli lungo del collo e muscolo lungo del capo, la catena cervicale del simpatico si interpone tra esso e i muscoli. L'arteria tiroidea inferiore attraversa la parte inferiore dell'arteria carotide comune.  Inoltre contrae rapporto con la parte tendinea del muscolo scaleno e con i processi trasversi delle vertebre cervicali, arrivando alla sesta vertebra cervicale, che per questo diviene punto di repere per l'arteria e si denomina come Tubercolo di Chassaignac.
Medialmente, è in relazione con l'esofago, la trachea e la ghiandola tiroidea, interponendo l'arteria tiroidea inferiore e il nervo laringeo ricorrente; più in alto, con la laringe e la faringe.
Lateralmente all'arteria, all'interno della guaina carotidea con la carotide comune, si trovano la vena giugulare interna e il nervo vago. Nel suo tratto terminale, la vena giugulare interna si porterà davanti all'arteria; tra l'arteria e la vena troviamo il nervo vago.
Nella parte inferiore del collo, sul lato destro del corpo, il nervo laringeo ricorrente destro incrocia obliquamente e posteriormente l'arteria; la vena giugulare interna destra si discosta dall'arteria. Sul lato sinistro, tuttavia, la vena giugulare interna sinistra si avvicina e spesso si sovrappone alla parte inferiore dell'arteria.
Dietro l'angolo di biforcazione dell'arteria carotide comune si trova un corpo ovale bruno-rossastro noto come corpo carotideo. È simile nella struttura al corpo coccigeo che si trova sull'arteria sacrale mediana.
Le relazioni della regione cervicale dell'arteria carotide comune possono essere discusse in due punti:
- I rapporti interni degli organi presenti all'interno della guaina carotidea
- i due rapporti esterni alla guaina carotidea

Prima dell'origine dei due rami terminali il lume della carotide comune presente una dilatazione fusiforme, il seno carotideo, la cui parete è ricchissima di terminazioni nervose a funzione pressocettoria, le quali stimolate dalla pressione del sangue circolante nell'arteria regolano la pressione arteriosa, la frequenza cardiaca e la frequenza respiratoria. Nel punto in cui le carotide si biforca si trova il glomo carotideo, che ha funzioni di chemiocettore.